# Jonathan Mead
Jonathan Mead –conocido como Jon Mead– (Regina, 10 de abril de 1967) es un deportista canadiense que compitió en curling. Ganó dos medallas en el Campeonato Mundial de Curling, en los años 1999 y 2011.

## Palmarés internacional
| Campeonato Mundial | Campeonato Mundial  | Campeonato Mundial | Campeonato Mundial |
| Año                | Lugar               | Medalla            | Prueba             |
| ------------------ | ------------------- | ------------------ | ------------------ |
| 1999               | Saint John (Canadá) | Medalla de plata   | Equipo             |
| 2011               | Regina (Canadá)     | Medalla de oro     | Equipo             |